# Mellotron

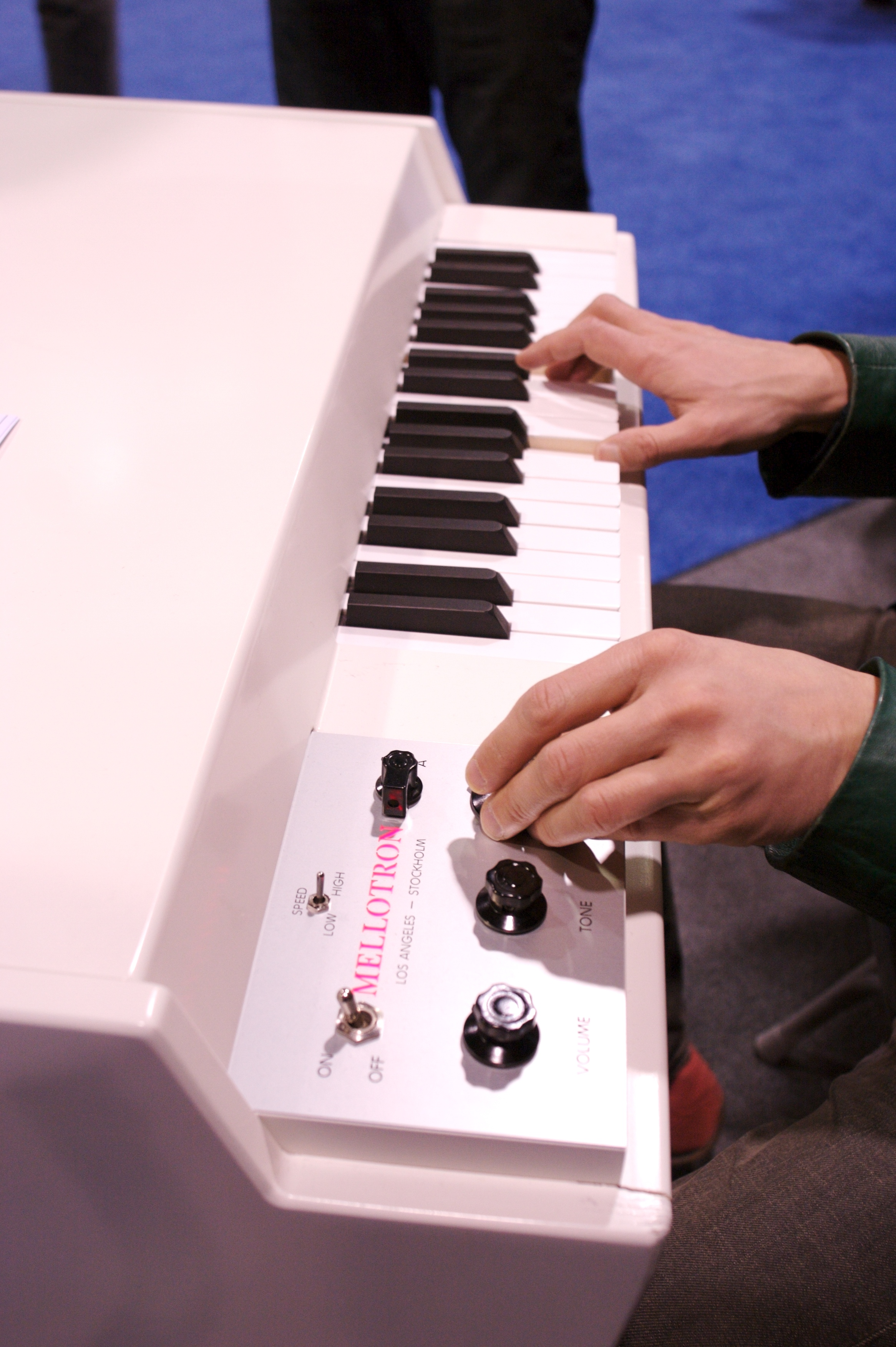
Um dos modelos posteriores do Mellotron.

Mellotron é um teclado eletromecânico polifônico desenvolvido originalmente em Birmingham, Inglaterra, no início da década de 1960, por uma empresa de mesmo nome.
Sua estrutura primordial é um banco de fitas magnéticas de áudio, cada uma com aproximadamente oito segundos de duração. Quando a tecla é pressionada, a cabeça do leitor é posicionada para tocar o som pré-gravado. Os primeiros modelos MKI e MKII continham dois teclados lado a lado: à direita havia 18 sons selecionáveis como instrumentos de cordas e flauta; à esquerda o teclado executava trilhas de ritmos pré-programados (em diversos gêneros musicais). Como as fitas duravam 8 segundos a cada nota pressionada, certo cuidado era necessário por parte do músico que precisava ativar a tecla novamente no tempo correto para manter o som.

Por baixo de cada tecla existe um fita magnética e um leitor.
Pressionando uma tecla, ativa-se a fita e o leitor.

Para os modelos posteriores e mais leves M400, havia basicamente quatro sons selecionáveis como instrumentos de flauta, violino, metais e o coro de oito vozes. Podiam ser vendidos sem todos os timbres e o músico tinha a opção de comprar uma fita de seu interesse e instalar nos bancos, por exemplo, trocar o som de coro masculino pelo feminino, etc.

## Uso na música popular
O multi-instrumentalista britânico Graham Bond é considerado o primeiro músico de rock a gravar com um mellotron, começando em 1965. No ano seguinte os The Beatles usaram o instrumento para o compacto "Strawberry Fields Forever" (gravado entre novembro e dezembro). Mas foi Mike Pinder do Moody Blues que trouxe o mellotron para destaque na música popular com o álbum de 1967 Days of Future Passed, em canções como "Nights in White Satin" e "Tuesday Afternoon". Com o instrumento, foram gravados mais cinco álbuns: In Search of the Lost Chord (1968), On the Threshold of a Dream e To Our Children's Children's Children (1969), A Question of Balance (1970) e Every Good Boy Deserves Favour (1971). No álbum seguinte, Seventh Sojourn (1972), foi utilizado o Chamberlin, similar ao mellotron.
O instrumento também foi usado por The Zombies ("Changes", "Hung Up on a Dream"), Donovan ("Celeste"), Jean Michel Jarre ("Oxygene"), Manfred Mann (como em "So Long Dad" e "Semi-Detached Suburban Mr. James"), Lynyrd Skynyrd ("Tuesday's Gone"), The Rolling Stones ("2000 Light Years from Home"), Angel ("Tower"), The Bee Gees ("World", "Every Christian Lion-Hearted Man Will Show You"), Traffic ("House for Everyone", "Hole In My Shoe"), Pink Floyd ("A Saucerful of Secrets", "Julia Dream", "Sysyphus" and "Atom Heart Mother"), Procol Harum ("Magdalene (My Regal Zonophone)"), The Left Banke ("Myrah"), Marvin Gaye ("Mercy Mercy Me (The Ecology)"), Big Star ("Kangaroo"), José Cid ("10.000 anos depois entre Vénus e Marte", "Onde, quando, como, porquê cantamos pessoas vivas") e outros, durante o auge da música psicodélica.
No rastro do órgão Hammond, o mellotron se tornou um instrumento de acompanhamento para vários grupos de rock progressivo, essencial para definir o som do gênero musical. Ele foi usado em álbuns como Once Again de Barclay James Harvest, Grave New World de The Strawbs, In the Court of the Crimson King de King Crimson, Space Oddity, Hunky Dory e Diamond Dogs de David Bowie, 2112 e Snakes & Arrows de Rush, I Robot de The Alan Parsons Project, Fragile e Close to the Edge de Yes, e Nursery Cryme, Genesis Live, Foxtrot, Selling England by the Pound, The Lamb Lies Down on Broadway, A Trick of the Tail, Wind & Wuthering e Seconds Out do Genesis.
O Led Zeppelin usou um mellotron para recriar o arranjo de gravação para apresentações ao vivo de "Stairway to Heaven", e o instrumento também apareceu na canção "The Rain Song" do álbum Houses of the Holy. Ele também foi bastante usado pelo pioneiros da música eletrônica Tangerine Dream, como nos álbuns Phaedra, Rubycon, Ricochet e Encore.
O advento de instrumentos mais baratos e mais confiáveis reduziram a popularidade do mellotron no final da década de 1970. Por volta de 1976 um empresário americano chamado Dave Biro criou o Birotron, uma espécie de mellotron extremamente portátil com mais opções de timbres, controle de dinâmica e reprodução infinita no tempo das amostras de fita. Este instrumento tornou-se logo obsoleto e poucas unidades foram produzidas devido a falta de financiamento e o surgimento dos sintetizadores polifônicos. O tecladista Rick Wakeman foi o único endorser do Birotron e o utilizou nas gravações e turnês do álbum Tormato da banda Yes.
Seguido do impacto do punk, o mellotron é atualmente visto como uma relíquia de uma era pomposa. Ele experimentou uma volta à música na década de 1990 através de bandas como Red Hot Chili Peppers (em "Breaking The Girl" e "Sir Psycho Sexy", do álbum Blood Sugar Sex Magik), Marillion, The Smashing Pumpkins, Oasis, Pearl Jam, Nine Inch Nails, Radiohead, Porcupine Tree e Opeth. Mais atualmente seguindo a valorização dos instrumentos musicais vintage, a empresa alemã Manikin Electronic concebeu o Memotron, uma reprodução digital totalmente fiel do modelo M400.

## Na música brasileira
O grupo de rock psicodélico Os Mutantes introduziu o Mellotron em 1972 no compacto "Mande um Abraço Pra Velha" e em seguida no álbum O A e o Z gravado em 1973, tocado por Arnaldo Baptista.